# Mein Blind Date mit dem Leben
Mein Blind Date mit dem Leben ist eine deutsche Tragikomödie von Marc Rothemund, die am 26. Januar 2017 in die deutschen Kinos kam. Der Film basiert auf dem gleichnamigen Buch von Saliya Kahawatte. Die Hauptrollen sind mit Kostja Ullmann, Jacob Matschenz und Anna Maria Mühe besetzt.

## Handlung
Der Deutsch-Singhalese Saliya Kahawatte bereitet sich in der deutschen Provinz auf das Abitur vor. Dabei bemerkt er, dass er zunehmend Probleme mit dem Sehen hat. Nach einer ärztlichen Untersuchung erfahren seine Eltern und er, dass es sich um eine seltene Augenerkrankung handelt. Nur durch eine sofortige Augenoperation kann seine Sehkraft auf niedrigstem Niveau erhalten werden. Trotzdem möchte er auf seiner Schule das Abitur machen, was seine Umwelt und auch sein Vater für ausgeschlossen halten. Er schafft das Abitur dennoch mit Fleiß und einer ausgeprägten Merktechnik.
Anschließend möchte Saliya seinen Traum von einer Hotelfachausbildung verwirklichen, bekommt aber auf seine zahlreichen Bewerbungen, in denen er ehrlicherweise seine eingeschränkte Sehkraft angibt, nur Absagen. Frustriert beschließt er, sich in München beim Hotel Bayerischer Hof ohne Angabe seiner Seheinschränkung zu bewerben. Er bekommt ohne großes Zögern die Stelle und schließt mit dem ebenfalls neu eingestellten Auszubildenden Max Freundschaft. Max ist anfangs der einzige, der von seinen Sehproblemen erfährt. Er unterstützt Saliya und übt mit ihm alle Arbeitsschritte und Laufwege sowie die notwendigen Handgriffe so lange, bis Saliya sie auswendig kennt. Gemeinsam durchlaufen sie die verschiedenen Ausbildungsstationen. Max hilft ihm, indem er ihm in manchen schwierigen Situationen zur Seite steht. 
Im Hotel lernt Saliya die alleinerziehende Laura kennen, die die Hotelküche mit Waren vom Bauernhof ihrer Eltern beliefert. Beide kommen sich näher. Auch ihr verheimlicht er seine Seheinschränkungen. Während der Ausbildung im Hotelrestaurant gerät Saliya in Konflikt mit dem Restaurantleiter Kleinschmidt, der ihn nicht leiden kann.
In dieser Situation verlässt Saliyas Vater die Mutter. Um ihr finanziell beizustehen, übernimmt Saliya ohne Wissen seiner Ausbilder eine weitere Beschäftigung als Pizzabäcker in den Nachtstunden. Zur fortlaufenden Bewältigung beider Arbeiten putscht sich Saliya mit Tabletten auf. Die Schlaflosigkeit bringt ihn weiter in Bedrängnis, da er den Wecker eines Tages überhört und dadurch verspätet zur Arbeit im Hotel erscheint. Eine Abmahnung ist die Folge.
Saliya lernt unterdessen Lauras Sohn Oskar kennen. Auf einem Spielplatz soll Saliya kurz auf Lauras Sohn aufpassen. Abgelenkt durch einen Anruf verliert er aber Oskar aus den Augen. Saliya ist in dieser Situation völlig hilflos. Als Laura zurückkehrt und vom Verschwinden Oskars erfährt, ist sie verzweifelt. Zum Glück taucht der Junge bald wieder auf, aber Saliya muss ihr nun endlich die Wahrheit sagen: Er gesteht seine Seheinschränkung. Verletzt trennt sich Laura von ihm.
Zurück im Hotel passiert während einer Hochzeit im Hotelrestaurant das Missgeschick, dass der völlig übermüdete und gestresste Saliya zunächst ein Tablett mit Sektgläsern fallen lässt und anschließend noch mit der Hochzeitstorte kollidiert. Er wird entlassen.
Saliya kommt nun total von der Bahn ab und betrinkt sich immer öfter. Nach einem schweren Sturz kommt er ins Krankenhaus. Mit Hilfe seiner Schwester und Max findet er wieder zurück ins geordnete Leben. Gemeinsam mit Max sucht er seine Ausbilder im Hotel auf und bittet um Entschuldigung sowie um die Chance, bei der Abschlussprüfung anzutreten, die er überraschenderweise erhält. Nach erfolgreichem Abschluss seiner Ausbildung beendet er die Arbeit im Hotel und macht gemeinsam mit Max ein Lokal auf. Bei der Eröffnungsfeier erscheint auch Laura, die ihm verzeiht und den beiden fortan im Lokal unterstützend unter die Arme greift.

## Literarische Vorlage
Der Film entstand nach der Vorlage des gleichnamigen Buches Mein Blind Date mit dem Leben von Saliya Kahawatte, der darin seine eigenen Erfahrungen schildert. Als Kahawatte 15 Jahre alt war, ging das Sehvermögen des Deutsch-Singhalesen innerhalb weniger Monate auf 5 Prozent zurück. In den weiteren 15 Jahren verschwieg Kahawatte sein Handicap, um nicht den vorgezeichneten Weg mit einer Behinderung gehen zu müssen. Kahawatte lernte alltägliche Abläufe auswendig und bewegte sich für Außenstehende scheinbar uneingeschränkt durchs Leben. Da Kahawatte jedoch darunter litt, sich verstellen zu müssen, veröffentlichte er 2009 im Eichborn Verlag sein Buch.

## Produktion

### Stab und Finanzierung
Die Regie übernahm Marc Rothemund. Die Drehbuchadaption von Kahawattes Roman erfolgte durch Oliver Ziegenbalg und Ruth Toma.
Der FilmFernsehFonds Bayern förderte die Produktion mit 750.000 Euro und zusätzlich einer Verleihförderung von 100.000 Euro. Die Filmförderungsanstalt finanzierte den Film mit 494.000 Euro und gewährte weitere 400.000 Euro Verleihförderung. Das Medienboard Berlin-Brandenburg förderte den Film mit 600.000 Euro.

### Besetzung
Kostja Ullmann übernahm die Hauptrolle von Saliya Kahawatte. Jacob Matschenz spielt seinen neuen Arbeitskollegen und Freund Max. Anna Maria Mühe übernahm die Rolle von Laura, in die sich Saliya verliebt. In weiteren Rollen sind unter anderem Herbert Forthuber, Rouven Blessing, Kida Khodr Ramadan, Michael A. Grimm und Ludger Pistor zu sehen. Auch Saliya Kahawatte, der Autor der Romanvorlage, hat im Film einen Gastauftritt.

### Dreharbeiten

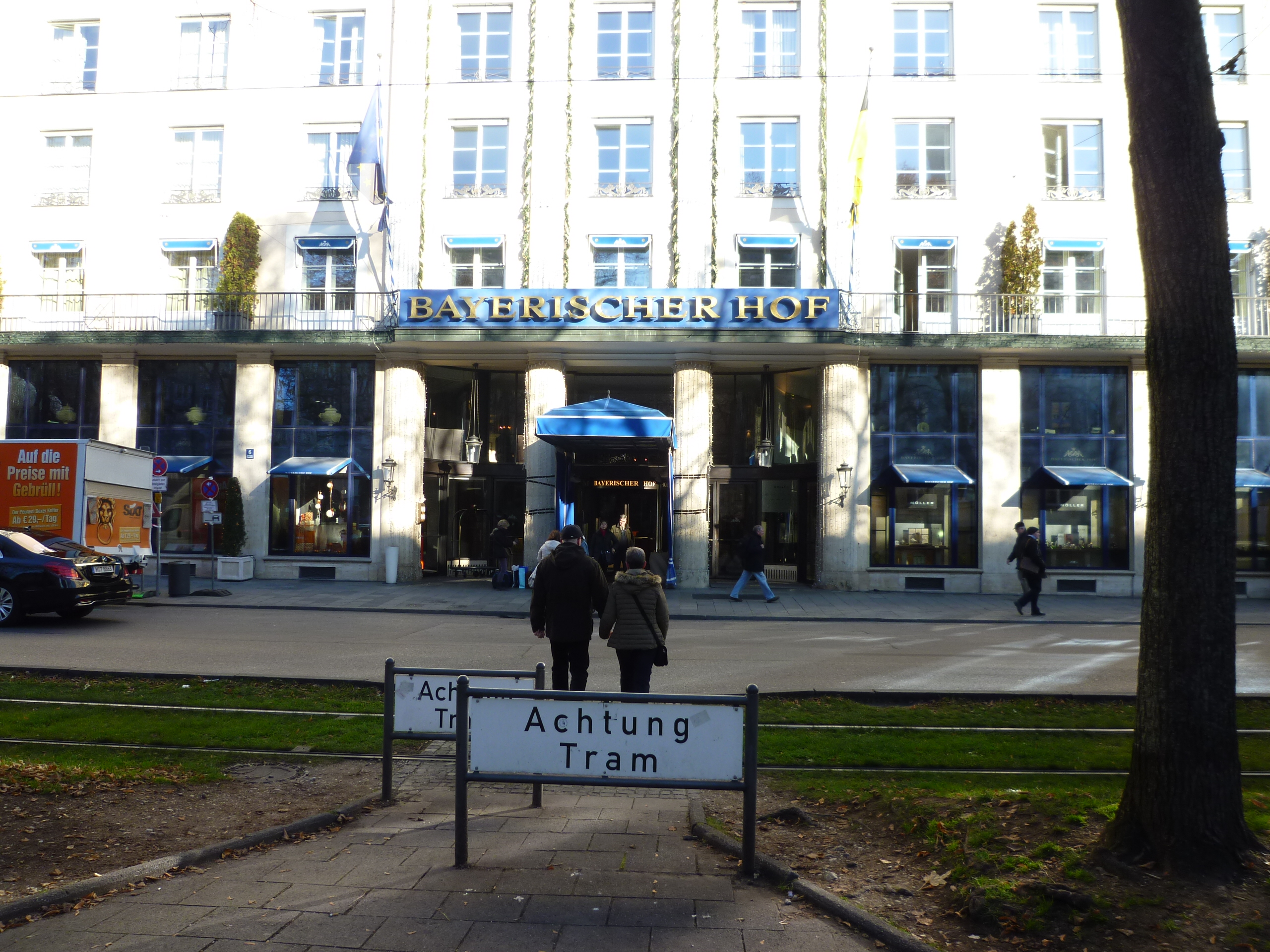
Am 6. Oktober 2015 hatten die Dreharbeiten im Hotel Bayerischer Hof in München begonnen

Die Dreharbeiten fanden zwischen dem 6. Oktober und 24. November 2015 in München und Berlin statt. Begonnen hatten sie im Hotel Bayerischer Hof in München. In München wurde auch auf der Prannerstraße gedreht.
Weitere Aufnahmen entstanden in Moosburg an der Isar, wo Mitte November 2015 der Stadtplatz und die Herrnstraße gesperrt waren. Vor Ort war allerdings nur eine Second Unit, die dort Autofahrszenen mit Doubles der Hauptdarsteller drehten. Der Stadtplatz vor dem Rathaus diente im Film als Kulisse für die kleine Heimatstadt von Saliya Kahawatte.

### Veröffentlichung
Der Film kam am 26. Januar 2017 in die deutschen Kinos. Am 14. Oktober 2018 wurde der Film zum ersten Mal im Free-TV auf Sat.1 gezeigt.

## Rezeption

### Altersfreigabe
In Deutschland wurde der Film von der FSK ohne Altersbeschränkung freigegeben. In der Freigabebegründung heißt es: „Der Film behandelt Themen wie Familie, Freundschaft, Beharrlichkeit und Selbstvertrauen und richtet sich damit vor allem an Jugendliche und Erwachsene. Ernstere Themen wie Drogenmissbrauch werden sich kleinen Kindern nicht erschließen und kurze Schreckmomente entfalten im Kontext der freundlichen Gesamtstimmung auch bei den jüngsten Zuschauern keine nachhaltige Wirkung.“

### Einspielergebnis
Der Film kann bislang 805.155 Besucher in den deutschen Kinos verzeichnen, wodurch er sich hier auf Platz 34 der erfolgreichsten Filme des Jahres 2017 befindet.

### Kritiken
Adrian Prechtel von der Abendzeitung spricht beim Film von einer netten, romantischen Komödie. Der Film mache es sich allerdings etwas zu leicht, die wahre Lebensgeschichte von Saliya Kahawatte zu erzählen, und sei allzu vorhersehbar, was aber der filmischen Dramaturgie geschuldet sei. Zudem vergleicht Prechtel den anständigen Saliya im Film mit der Figur des Felix Krull.
Frank Schnelle von epd Film sagt, der Film beziehe seinen besonderen Reiz aus der schier unglaublichen Entschlossenheit des Protagonisten, seine Behinderung nicht als Einschränkung zu akzeptieren, sondern als Ansporn zu nehmen. Zur Arbeit des Regisseurs sagt Schnelle: „Weil Marc Rothemunds Inszenierung diese ungewöhnliche Nicht-Seherfahrung konkret nachvollziehbar macht, ist es ein sehr sinnlicher Film voller Gerüche, Geschmäcker, Materialien, und alles lebt von der ständigen Frage: Wie um Himmels willen lässt sich die Welt auf so ungewöhnliche Weise erfahren, ohne dass die Welt etwas davon mitbekommt?“

### Auszeichnungen
Bambi-Verleihung 2017
- Nominierung als Bester Film national
- Nominierung als Bester Schauspieler national (Kostja Ullmann)

## Buch zum Film
- Saliya Kahawatte mit Nele-Marie Brüdgam: Mein Blind Date mit dem Leben. Bastei Lübbe, Köln 2017, ISBN 978-3-404-60841-6. (Vollständige Taschenbuchausgabe der bei Eichborn erschienenen Hardcoverausgabe)